# Cuscuta desmouliniana
Cuscuta desmouliniana är en vindeväxtart som beskrevs av Truman George Yuncker. Cuscuta desmouliniana ingår i släktet snärjor, och familjen vindeväxter. Inga underarter finns listade i Catalogue of Life.